# 尼泊尔嵩草
尼泊尔嵩草（学名：Carex unciniiformis）为莎草科薹草属下的一个种。